# 부산광역시농업기술센터
부산광역시농업기술센터(釜山廣域市農業技術센터)는 부산광역시의 연구개발사업·농촌지도사업·교육훈련사업 및 국제협력사업을 분장하는 부산광역시청의 직속기관이다. 센터장은 지방농촌지도관으로 보한다.

## 설치 근거 및 소관 사무

### 설치 근거
- 「부산광역시 행정기구 설치 조례」 제20조제1항[2]

### 소관 사무
- 농업기술개발·보급 및 지도에 관한 사항
- 농업인력 및 조직육성과 교육훈련에 관한 사항

## 연혁
- 1957년 2월 12일: 농사원 소속으로 부산시농사교도소 설치.[3]
- 1962년 4월 1일: 농촌진흥청 소속 부산시농촌지도소로 개편.[4]
- 1985년 2월: 현 청사로 이전.
- 1997년 4월 10일: 부산광역시농촌지도소로 개편.[5]
- 1998년 9월 15일: 하부기관인 지소를 북부·공항·강동·녹산·천가지소로 정리.[6]
- 1999년 1월 1일: 부산광역시농업기술센터로 개편.[7] 지소를 북부·중부·서부·동부·남부지소로 개편.[8]
- 2007년 1월 31일: 지소를 중앙·대저제1·대저제2·강동·가락·명지·녹산·천가지소로 개편.[9]
- 2017년 7월 1일: 천가지소를 가덕도지소로 개편.[10]

## 조직

### 센터장
- 지도정책팀[11]
- 기술보급팀[11]
- 도시농업지원팀[11]

### 하부기관
- 지소

| 명칭        | 위치                        | 관할구역                                  | 좌표                                                                      |
| ----------- | --------------------------- | ----------------------------------------- | ------------------------------------------------------------------------- |
| 중앙지소    | 북구 구포시장7길 1          | 북구·사하구·사상구·금정구·동래구·해운대구 | 북위 35° 12′ 25.4″ 동경 129° 00′ 11.7″ / 북위 35.207056° 동경 129.003250° |
| 대저제1지소 | 강서구 대저로221번길 19     | 강서구 대저1동                            | 북위 35° 12′ 55.7″ 동경 129° 58′ 36.1″ / 북위 35.215472° 동경 129.976694° |
| 대저제2지소 | 강서구 공항로811번가길 30-1 | 강서구 대저2동                            | 북위 35° 10′ 42.8″ 동경 129° 57′ 23.5″ / 북위 35.178556° 동경 129.956528° |
| 강동지소    | 강서구 제도로 1171          | 강서구 강동동                             | 북위 35° 12′ 52.4″ 동경 129° 56′ 07.3″ / 북위 35.214556° 동경 129.935361° |
| 가락지소    | 강서구 가락대로 1476        | 강서구 가락동                             | 북위 35° 11′ 47.2″ 동경 129° 54′ 06.5″ / 북위 35.196444° 동경 129.901806° |
| 명지지소    | 강서구 영강길19번길 58      | 강서구 명지동                             | 북위 35° 06′ 29.2″ 동경 129° 55′ 35.2″ / 북위 35.108111° 동경 129.926444° |
| 녹산지소    | 강서구 가락대로900번가길 32 | 강서구 녹산동                             | 북위 35° 09′ 12.4″ 동경 129° 53′ 01.6″ / 북위 35.153444° 동경 129.883778° |
| 가덕도지소  | 강서구 동선길 64-32         | 강서구 가덕도                             | 북위 35° 03′ 16.8″ 동경 129° 49′ 52.1″ / 북위 35.054667° 동경 129.831139° |